# Samurai Warriors: State of War
Samurai Warriors: State of War (激・戦国無双, Geki Sengoku Musō) é uma versão não fiel de Samurai Warriors. É o primeiro jogo portátil da série.

## Jogabilidade
A jogabilidade é uma mistura de Dynasty Warriors e suas versão "Empires". O jogo flui basicamente em duas partes; estratégia e ação. Durante o primeiro estágio o mapa é separado em um tabuleiro e é pedido ao jogador que se mova por turnos. O terreno afeta como o jogador poderá agir durante o jogo. O que geralmente o precede é a fase de ação, que pede ao jogador derrotar um montante de inimigos possíveis em 60 segundos Esses estágios podem virar a batalha a favor do jogador.
Há quatro exércitos principais para o jogador participar: Takeda (Ocidental), Uesugi (oriental), Nobunaga, ou exército solo.
Há também personagem convidados de Dynasty Warriors 4.